# Crucifixo
 (décembre 2022).
Si vous disposez d'ouvrages ou d'articles de référence ou si vous connaissez des sites web de qualité traitant du thème abordé ici, merci de compléter l'article en donnant les références utiles à sa vérifiabilité et en les liant à la section « Notes et références ».
Le crucifixo (crucifix, en portugais), également appelé açoite de braço em cruz (litt. "fouet de bras en croix") ou plus simplement açoite de cruz ("fouet de croix"), est une technique de projection en capoeira, comparable au "kata guruma" du judo.
Elle consiste à attraper l'adversaire en faisant passer un bras entre ses jambes, les épaules sous son ventre, et en fléchissant les genoux. L'autre bras doit saisir le haut de son corps (le bras, l'habit, la nuque...) et le tirer pour le faire tomber sur son dos. Ensuite, il faut redresser vivement les jambes en faisant basculer l'adversaire de l'autre côté. C'est une technique généralement utilisée contre le martelo ou la meia-lua de frente, mais également pour se défendre de la guilhotina. Pour cette dernière, il faut s'approcher au maximum de l'adversaire et s'agripper à son cou avec l'autre bras (en posant la main dans son dos), puis le saisir derrière la jambe par l'intérieur et enfin le soulever.